# چارلز کاتن (بازیکن فوتبال)
چارلز کاتن (انگلیسی: Charles Cotton; ۲۳ دسامبر ۱۸۸۰ – ۳ ژانویهٔ ۱۹۱۰) بازیکن فوتبال اهل بریتانیا بود.
از باشگاه‌هایی که در آن بازی کرده‌است می‌توان به باشگاه فوتبال وستهام یونایتد، باشگاه فوتبال لیورپول، و باشگاه فوتبال ردینگ اشاره کرد.